# البربا (سوهاج)
قرية البربا هي إحدى القرى التابعة لمركز جرجا بمحافظة سوهاج في جمهورية مصر العربية. حسب إحصاءات سنة 2006، بلغ إجمالي السكان في البربا 10750 نسمة، منهم 5329 رجل و5421 امرأة.